# الحارث بن خالد بن صخر
الصحابي الحارث بن خالد بن صخر، من مهاجرة الحبشة، هاجر إلى أرض الحبشة في الهجرة الثانية ومعه امرأته ريطة بنت الحارث.

## أسرته
- هو : الحارث بن خالد بن صَخْر بن عامر بن كعب بن سعَد بن تيم بن مُرة القرشي التيميّ.[1]
- زوجته ريطة بنت الحارث،أنجبت منها:[2]

1. موسى
2. عائشة
3. زينب
4. فاطمة

- وهو جد التابعي محمد بن إبراهيم بن الحارث التيمي

## إسلامه
أسلم بمكّة قديمًا بمكّة ، وهاجر إلى أرض الحبشة في الهجرة الثانية مع زوجته ريطة بنت الحارث، وولدت له هناك موسى وعائشة، وزينب، وفاطمة، ثم خرجوا من أرض الحبشة إلى المدينة؛ فلما ورَدُوا ماءً من مياهِ الطّريق شربوا منه فلم يَروحوا عنه حتى تُوفِّيت رَيطَة وبنوها كلهم إلا فاطمة بنت الحارث ، ونجا هو وحده، فقدم المدينة فزوجه رسول الله بنت عبد يزيد بن هاشم بن المطلب بن عبد مناف، وولد له إبراهيم الذي عاش بعده، ومن ولده محمد بن إبراهيم بن الحارث التيمي الفقيه.